# کایام‌کولام کوچونی (فیلم ۲۰۱۸)
کایام‌کولام کوچونی (انگلیسی: Kayamkulam Kochunni) یک درام تاریخی پُرحادثه به کارگردانی روشن اندروز است که در سال ۲۰۱۸ منتشر شد. این فیلم برپایهٔ زندگی راهزن جاده‌ای مشهور کایام‌کولام کوچونی ساخته شده که در دورهٔ راج بریتانیا از ثروتمندان می‌دزدید و به فقرا می‌داد. از بازیگران این فیلم می‌توان به موهنلال، بابو آنتونی و پریا آناند اشاره کرد.